# Smilax nantoensis
Smilax nantoensis är en enhjärtbladig växtart som beskrevs av Tetsuo Michael Koyama. Smilax nantoensis ingår i släktet Smilax och familjen Smilacaceae. Inga underarter finns listade.